# V501T
V501Tは東芝が開発し、ボーダフォン日本法人（現ソフトバンクモバイル）が販売するPDC通信方式の携帯電話端末である。

## その他のスペック
- サウンド：64和音・30KB対応
- 受信メール保存：最大2,000件
- 送信メール保存：最大300件
- Vアプリ(Java™対応アプリ)：10MB(最大416件、データフォルダと共用)

## 特徴
ディスプレイスピーカー
ディスプレイから音を出すことが可能。
シンプルモード3
限定された機能を簡単い操作可能なモード。
着ぐるみケータイ
後述する着ぐるみを携帯電話端末本体に装着することが可能。
電子辞書機能
電子辞書機能を利用可能（国語／英和／和英）。

## 着ぐるみ
- ポリゴン
- タイル
- ソーダ
- グミ
- ブル
- 恐竜の卵
- マーメイド
- タイヤ
- 波
- チーズ
- 吸盤
- 芝